# Akademie Schloss Solitude
A Akademie Schloss Solitude é uma prestigiosa instituição de artes situada nos arredores de Stuttgart. Foi fundada em 1990 e é dirigida por Jean-Baptiste Joly. Desde sua criação, a Akademie Schloss Solitude financia artistas estrangeiros por meio de programas de residência artística que podem durar de seis meses a um ano. Seu objetivo é funcionar como uma plataforma para intercâmbio artístico mas também oferece programas para pesquisadores na área de ciências e administração. As bolsas são concedidas a cada dois anos por um júri internacional altamente qualificado. Além disso, a Akademia também oferece uma pós-graduação em musicologia e diversos cursos de verão. Ao longo do ano os artistas realizam exposições nos espaços da própria instituição. Em parceria com a editora Merz a Akademie realiza também uma série de publicações. As áreas contempladas pelo programa de bolsa são: artes visuais, arquitetura, música, design, literatura, artes performáticas e novas mídias.